# Piętnasty rząd Izraela
Piętnasty rząd Izraela – rząd Izraela, sformowany 15 grudnia 1969, którego premierem została Golda Meir z Koalicji Pracy. Rząd został powołany przez koalicję mającą większość w Knesecie VII kadencji, po wyborach w 1969 roku. Funkcjonował do 10 marca 1974, kiedy to powstał nowy rząd również pod przywództwem Goldy Meir.